# 韋爾河 (德爾文察河支流)
53°27′28″N 19°36′23″E / 53.4577°N 19.6065°E
韋爾河是波蘭的河流，位於該國東北部，處於瓦爾米亞-馬祖里省，屬於德爾文察河的左支流，河道全長107公里，流域面積822平方公里。